# Skály (Píseki járás)
Skály település Csehországban, Píseki járásban. Skály Ražice, Protivín, Heřmaň, Drahonice és Pohorovice településekkel határos. Lakosainak száma 314 fő (2024. január 1.).

## Népesség
A település lakosságának változását az alábbi diagram mutatja:
| Lakosok száma | 599  | 643  | 680  | 500  | 403  | 267  | 262  | 280  | 319  | 314  |
|               | 1869 | 1900 | 1921 | 1961 | 1980 | 2011 | 2016 | 2019 | 2021 | 2024 |